# Nesrin Abdullah
Nesrin Abdullah (ur. 1978 lub 1979 w Al-Malikijja) – dowódczyni i rzeczniczka kurdyjskiej milicji Kobiecych Jednostek Ochrony (YPJ) w Syrii. Aktywnie informowała o postępach operacji Kurdów i Syryjskich Sił Demokratycznych podczas wyzwolenia Rakki w 2017.

## Życiorys
Urodziła się w Al-Malikijja w Syrii. Przed wybuchem wojny domowej w Syrii pracowała jako dziennikarka.
Już w 2011 zaangażowała się w działalność na rzecz obrony praw kobiet, a w kwietniu 2013 ogłosiła powstanie YPJ. W 2015 wchodziła w skład delegacji YPG/YPJ, która spotkała się w Paryżu z prezydentem Francji François Hollande’em. Publicznie oskarżyła Turcję o współudział w masakrze cywilów w Kobanê, przeprowadzonej w 2014 przez Państwo Islamskie (ISIS). Oświadczenie to wygłosiła jako członkini kurdyjskiej delegacji, w której znajdowali się także współprzewodniczący Partii Unii Demokratycznej (PYD) Salih Muslim i współprzewodniczący administracji kantonu Kobanê Enver Muslim, podczas wizyty we Włoszech 23 lipca 2015.
Podczas czerwcowej wizyty we Włoszech w 2015 udzieliła wywiadu dla włoskiej gazety „il manifesto”, w którym powiedziała: „Jesteśmy bojowniczkami; nie otrzymujemy wynagrodzenia za prowadzenie wojny, jesteśmy zwolenniczkami rewolucji. Żyjemy wśród naszego ludu, wyznajemy wspólną filozofię i realizujemy projekt polityczny. Jednocześnie prowadzimy walkę z systemem patriarchalnym. Inni bojownicy to nasi towarzysze; łączą nas polityczne i przyjacielskie relacje”.